# چوی سو رین
چوی سو رین (کره‌ای: 최수린؛ زادهٔ ۲۵ دسامبر ۱۹۷۴) بازیگر و مدل اهل کره جنوبی است. او به خاطر ایفای نقش در جه‌جونگ‌وون، تو باارزش منی، دکتر اسب و تو کیستی: مدرسه ۲۰۱۵ شناخته می‌شود..